# حيرام إي. سميث
حيرام إي. سميث هو محامي وسياسي أمريكي، ولد في 22 مارس 1843 في بيكوا في الولايات المتحدة، وتوفي في 4 نوفمبر 1894 في دي موين في الولايات المتحدة. نشط حزبياً في الحزب الجمهوري. وقد انتخب عضو مجلس ولاية آيوا ‏ وانتخب عضو مجلس النواب الأمريكي ‏.